# Theodor Brorsen
Theodor Johann Christian Ambders Brorsen (født 29. juli 1819 i Nordborg, død 31. marts 1895 sammesteds) var en dansk astronom.

## Liv
Theodor Brorsen blev født i Nordborg på Als som søn af kaptajn Christian August Brorsen (1793-1840) og hans kone Annette Margrethe Gerhardine Schumacher (1788-1855). Hans tre mellemnavne fik han efter sin oldefar (mors morfar), den nordborgske justitsråd Johann Christian Ambders (1710-1795), der tjente en formue op opnåede stor hæder, mens han var amtsforvalter i Nordborg. Moderen var ofte gæst ved hertughoffet i Augustenborg.
I faderens familie, der også stammede fra Nordborg, var det almindeligt, at man som ung sejlede som kaptajn i Østen, for senere at vende tilbage og blive landmand.
Der var således standsforskel mellem forældrene, og de blev gift i 1818 trods familiernes modstand. Ægteskabet holdt kun kort, men forældrene forblev på venskabelig fod livet igennem. Efter sine forældres skilsmisse i 1822 voksede Brorsen op ved sin mor. Dennes gode økonomiske forhold tillod ham at komme i skole ved Brødremenigheden i Christiansfeld (1826-29) og derefter i en årrække på Flensborg lærde Skole indtil 1839. Understøttelse og senere arv fra moderen betød, at han gennem livet ikke var afhængig af udefrakommende indtægter.
Han fulgte sin mors ønske og begyndte at læse jura i Kiel (1839), Berlin (1840), Heidelberg (1841) og igen Kiel (1842). Mens han læste i Berlin brugte han mere tid på observatoriet end på jurastudierne, men først i 1844 gav han efter for sine egne ønsker og skiftede officielt til astronomi i Kiel.
I 1846 arbejdede han ved det astronomiske observatorium i Kiel, i 1847 i Altona. Han fik tilbudt en stilling ved Rundetårn i København, men afslog. I stedet tog han ansættelse ved Baron Parish’s (1774-1858) private observatorium i Senftenberg i Bøhmen (i dag: Žamberk i Tjekkiet). Parish var søn af en rig købmand i Hamborg.
I 1854 søgte Brorsen uden held at blive direktør for observatoriet i Altona. Efter baron Parish død i 1858 lod hans arvinger observatoriet i Senftenberg lukke og solgte instrumenterne, selv om Brorsen havde tilbudt at arbejde videre uden løn. Trods det blev Brorsen endnu 12 år i Senftenberg og puslede med naturvidenskabelige eksperimenter.
I 1870 vendte han tilbage til Nordborg, som efter krigen i 1864 var blevet preussisk. Her flyttede han i 1874 ind på Løjtertoft 11, hvor han boede til sin død. Hans ugifte halvsøster Amalie Petrine Brorsen (1832-1911) førte hus for ham. I årene i Nordborg beskæftigede Brorsen sig heller ikke med astronomi, men derimod med meteorologi (herunder Nordlys) og botanik (især dyrkning af orkideer).
Brorsen havde svært ved at binde sig til andre. To gange lod han en forlovelse opløse i sidste minut (først med Louise Lassen fra Sønderborg og siden med Fräulein Bernkopf fra Senftenberg) og forblev derefter ugift.
I sine sidste 25 år i Nordborg var han noget af en særling. Han beboede to værelser. Det ene blev indrettet som en slags drivhus med bede på gulvet og glasudbygninger ved vinduerne. Her holdt han en høj luftfugtighed ved hele tiden at have en kogende vandkedel stående. I det andet stod hans seng og en savbuk. Hans klædning var forsømt, håret sjusket, og da en støvle klemte ham, skar han hul i den. Han badede flittigt i Oldenor ved Nordborg, og sås ofte trækkende med en lille tohjulet vogn. Brorsen døde som 75 årig den 31. marts 1895 og den 5. april 1895 blev han begravet på Nordborg kirkegård, hvor hans gravsten stadig står.

## Opdagelser
Brorsen opdagede 5 kometer: 1846 III, 1846 VII, 1847 V, 1851 III und 1851 IV. To af dem er periodiske kometer, der er opkaldt efter ham. Komet 1846 III hedder Brorsen og Komet 1847 V hedder Brorsen-Metcalf (Metcalf efter den som genopdagede den i 1919).
Den første komet 5D/Brorsen (omløbstid 5,46 år) er efter 5 observerede passager ikke er set siden 1879. Den tilhørte de ofte kortlivede kometer som kredser omkring Jupiter og eksisterer formentlig ikke længere. Den anden Komet 23P/Brorsen-Metcalf (omløbstid 70,54 år) blev observeret i 1847, 1919 og 1989 tilhører Halley kometfamilien og ventes at dukke op igen i 2059.
I 1854 offentliggjorde Brorsen de første systematiske undersøgelser af Zodiakallyset, som han har opdaget strækker sig hele himlen rundt, og at det modsat solen har en diffus lysplet (Gegenschein).
I 1856 opdagede Brorsen kuglestjernehoben i stjernebilledet Slangen, der blev katalogiseret som NGC 6539.

## Æresbevisninger
•	For hver af sine første 3 kometopdagelser fik Brorsen en kometmedalje af guld fra Christian 8. En af disse findes på Museet på Sønderborg Slot.
•	I 1850 blev han udnævnt til korresponderende medlem af den naturhistoriske forening ”Lotus” i Prag.
•	I Nordborg er en vej nær hans hus opkaldt efter ham – Th. Brorsens Vej
•	Asteroiden 3979, som blev opdaget den 8. november 1983 af A. Mrkos i Klet blev den 28. august 1996 navngivet Brorsen (MPC 27734).